# Wokzalna (stacja metra w Charkowie)
Wokzalna (ukr. Вокзальна) – druga stacja charkowskiego metra. Nazwa stacji pochodzi od znajdującego się w pobliżu dworca kolejowego Charków Pasażerski, którego połączenia są krajowe i międzynarodowe.